# Ray-Ban
Ray-Ban este o marcă italiană de ochelari de soare și ochelari de lux fondată în America, creată în 1936 de compania americană Bausch & Lomb. Marca este cunoscută pentru liniile sale de ochelari de soare Wayfarer și Aviator. În 1999, Bausch & Lomb a vândut marca către conglomeratul italian de ochelari, Luxottica Group, pentru o sumă de 640 milioane USD.

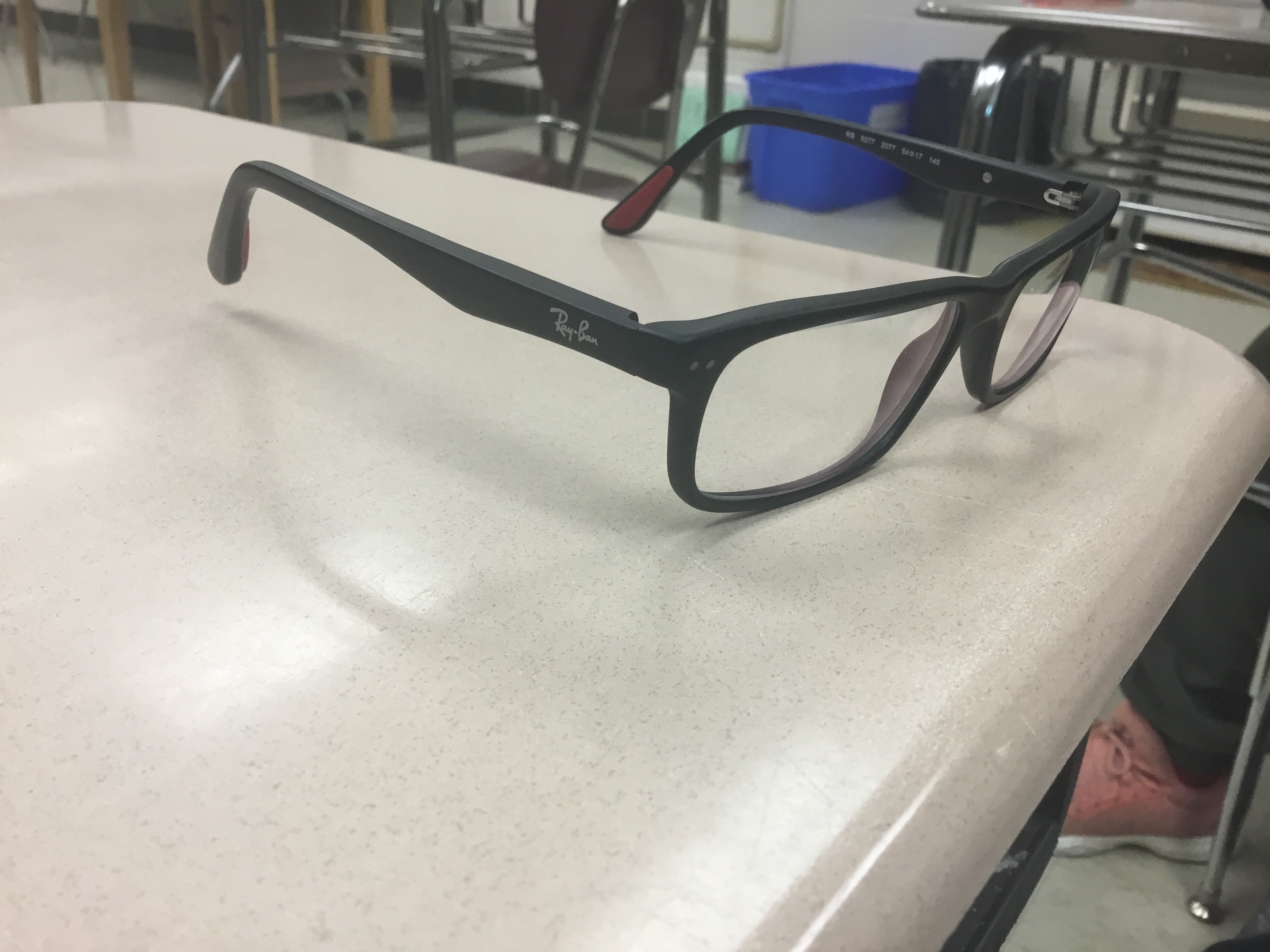
Ochelari Ray-Ban cu rețetă

## Legături externe
- Site web oficial